# ادواردو ارناندس
ادواردو ارناندس (اسپانیایی: Eduardo Hernández‎؛ زادهٔ ۳۱ ژانویهٔ ۱۹۵۸) بازیکن فوتبال اهل السالوادور بود.
وی همچنین در تیم ملی فوتبال السالوادور بازی کرده‌است.